# Manyana
Manyana è un villaggio del Botswana situato nel distretto Meridionale, sottodistretto di Ngwaketse. Il villaggio, secondo il censimento del 2011, conta 3.550 abitanti.

## Località
Nel territorio del villaggio sono presenti le seguenti 16 località:
- Bikwane,
- Bikwe di 232 abitanti,
- Boswelakgosi di 1 abitante,
- Dialane di 19 abitanti,
- Fikeng di 8 abitanti,
- Lekgorapana,
- Makokwe di 12 abitanti,
- Manyelanong di 30 abitanti,
- Matshai,
- Mokata,
- Phogotlhwe di 7 abitanti,
- Ramating di 1 abitante,
- Ratlhogwana di 20 abitanti,
- Sekgweng,
- Serowe di 1 abitante,
- Thakadiawa di 4 abitanti